# 黃公輔
黃公輔（1576年—1659年1月28日），字廷璽，號春甫，廣東新會縣人，明朝、南明政治人物。

## 生平
萬曆四十年（1612年）舉人，萬曆四十四年（1616年）成進士，擔任浦城知縣，挽留辭官的葉向高、譴責卸職的錢象坤。轉任山西道監察御史後，他為誤讀帝詩的府屬辯白，發還餽金責備對方，又上疏彈劾韓敬、魏忠賢、李實不法，乞求治罪，言辭激切，被霍維華反劾而削籍。
魏忠賢敗亡後，黃公輔得起用為湖廣湖北道參議，改任江西副使。其時湖廣有數百人到北京的楊嗣昌衙門，責罵楊嗣昌不為當地著想，對方因此上疏讓他留在湖廣，其後再進任寶慶參政，入賀朝廷期間上疏「流寇燎原，征討宜急」，獲崇禎帝嘉獎。
崇禎十三年（1640年）黃公輔兼任長沙副使，正值張獻忠攻打長沙城，他設置埋伏，斬殺三千多名流賊平定事件；很快他回到寶慶，監督軍隊反擊攻城的臨藍營軍隊，斬殺對方首領。他清廉謹慎，長沙、寶慶人民感恩其德政，獲舉薦任僉都御史撫治偏沅，與巡按不和而稱病歸鄉。
隆武二年（1646年）廣州失陷，張家玉、陳子壯、陳邦彥起兵；黃公輔則在永曆元年（1647年）正月獲南明朝廷起用為太僕少卿，到七月時他也在新會起兵。陳邦彥攻打順德，和他約定屯兵充當犄角，他和連城璧接連收復新會及新寧，不久三人戰死，他的軍隊也散去。永曆帝臨幸肇慶，轉任左通政侍經筵；永曆三年（1649年）擢官刑部左侍郎，署任兵部尚書，其時他已年老，無心仕進，只是想見皇帝抒發懷抱。次年（1650年）永曆帝西奔，他留在肇慶，率領李元胤、馬吉翔守衛三水，兵敗後退入深山。
永曆八年（1654年）李定國出師，黃公輔和孫子黃確依附王興；至十一年（1657年）他寫信給鄭成功，商議以福建、廣東軍隊收復南京，適逢勤王兵前來，他命黃確自龍門經越南前往永曆帝行在。十二年（1658年），南明朝廷晉任他為兵部尚書、總督水陸義旅，賜尚方劍方便行事；他和王興議事被洩密，拒絕尚可喜前來招降，孫兒黃確、黃碩兄弟被擒後也堅持不屈。十三年（1659年）正月七日，黃公輔在文村憂憤而死，年八十四歲。

## 家族
曾祖黄珍。祖父黄宗国，生员。父黄文翟，冠带生员。

## 引用
1. 1 2  錢海岳《南明史·卷五十六·列傳第三十二》：黃公輔，字廷璽，新會人。萬曆四十四年進士。授浦城知縣。葉向高辭位，疏留之，並詆錢象坤去位。遷山西道御史。有府屬誤干文網，力為昭雪。餽之醢，發之金也，還其金而切責之。又疏糾修撰韓敬，劾魏忠賢、李實不法，力乞明正典刑，言甚激切，卒為霍維華所劾，削籍。忠賢敗，起湖北參議，轉往江西副使。湖北民數百抵京，擁楊嗣昌門，責其不為桑梓保障計。嗣昌疏留還公輔於楚，晉寶慶參政。因入賀，疏言「流寇燎原，征討宜急」，上嘉納之。越二年，兼長沙副使。值張獻忠攻城，設伏禽斬三千餘人，事始定。未幾，回寶慶，臨藍賊萬餘攻城，督兵逆擊，搗其巢，禽賊首斬之，餘黨平。公輔廉介慈慎，長、寶人感其德政。會推僉都御史撫治偏沅，以不合於巡按，謝病歸。
2. ↑  道光《新會縣志·卷六·選舉》：黃公輔 印曾孫，（萬曆）四十年壬子科（舉人）　賈志　見進士
3. ↑  《萬曆四十四年丙辰科進士履歷》：黄公辅，春甫，易二房，丁亥六月初九日生。新会县人，壬子五十三名，会一百九名，三甲一百八十名。户部政，授浦城知縣，囗囗本省同考，壬戌考选南京山西道，甲子巡视下江，乙丑建言。甲戌起湖廣右参议。
4. ↑  錢海岳《南明史·卷五十六·列傳第三十二》：廣州陷，張家玉、陳子壯、陳邦彥師起。永曆元年正月，起太僕少卿。七月，公輔亦起兵新會。邦彥攻順德，約公輔就其鄉屯兵，互為犄角。公輔乃與連城璧復新會、新寧。三人死，軍亦散。昭宗再幸肇慶，轉左通政侍經筵。三年，擢刑部左侍郎，署（兵部）尚書。公輔已年邁，無仕宦情，特欲一陛見，抒懷抱而已。四年，上西幸，公輔留肇慶，率李元胤、馬吉翔守三水。兵敗入深山。
5. ↑  錢海岳《南明史·卷五十六·列傳第三十二》：八年，李定國出師，與孫確依王興。十一年，遺書鄭成功，議以閩、粵師復南京，會勤王兵迎上。命確自龍門間出安南謁行在。十二年，晉兵部尚書、總督水陸義旅，賜尚方劍便宜行事。公輔與興等議大舉而事機洩。尚可喜招降，復書拒之。已又執確、碩兄弟，終不屈。十三年正月七日，以憂憤卒於文村，年八十四。